# 조지 워싱턴의 델라웨어강 횡단
1776년 12월 25일에서 26일 밤에 미국 독립 전쟁 중 일어난 조지 워싱턴의 델라웨어강 횡단(영어: George Washington's crossing of the Delaware River)은 대륙육군 총사령관 조지 워싱턴이 조직한 복잡하고 기습적인 군사 작전의 첫 단계였으며, 이는 트렌턴에 주둔한 헤센병에 대한 공격으로 이어졌다. 헤센병은 영국 육군이 고용한 독일인 용병이었다.
워싱턴과 그의 병사들은 1776년 12월 26일 아침 트렌턴 전투에서 헤센군을 성공적으로 공격했다. 이 군사 작전은 워싱턴이 극비리에 조직했으며, 그는 오늘날의 벅스군에서 얼어붙은 델라웨어강을 건너 오늘날의 뉴저지주 머서군까지 대륙육군 병사들을 이끌었다. 이는 독립 전쟁에서 가장 물류적으로 힘들고 위험한 비밀 작전 중 하나였다.
작전을 지원하기 위해 계획된 다른 횡단은 취소되거나 효과적이지 않았지만, 이는 워싱턴이 요한 랄의 지휘 아래 트렌턴에 주둔한 헤센 병사들을 기습하여 격파하는 것을 막지 못했다. 트렌턴 전투에서 승리한 후, 워싱턴과 대륙육군 병사들은 델라웨어강을 다시 건너 전투에서 얻은 헤센 포로들과 군수품을 가지고 서쪽으로 펜실베이니아주로 돌아왔다.
워싱턴의 군대는 1776년 말 강 위에 얼음의 불확실한 두께로 인해 어려운 상황에서 델라웨어강을 세 번째로 건넜다. 그들은 1777년 1월 2일 트렌턴에서 콘월리스 경의 영국군 증원군을 격파했고, 다음날 프린스턴에서 그의 후위부대를 프린스턴에서 승리한 후 모리스타운의 겨울 숙소로 퇴각했다.
궁극적으로 승리한 독립 전쟁의 유명한 장소이자 발전으로, 펜실베이니아주 워싱턴 크로싱과 뉴저지주 워싱턴 크로싱의 비법인지구는 현재 워싱턴과 델라웨어강의 물류적으로 복잡한 비밀 횡단을 기념하여 명명되었다.

## 배경
1776년 3월 보스턴에서 영국군이 철수하면서 워싱턴과 대륙육군에게는 잘 시작되었지만, 뉴욕을 영국군으로부터 방어하려는 시도는 성공적이지 못했다. 영국군 장군 윌리엄 하우와 그의 군대는 8월에 롱아일랜드에 상륙하여 11월 중순까지 워싱턴의 대륙육군을 뉴욕에서 완전히 몰아냈고, 이때 맨해튼에 남아있던 병사들을 포로로 잡았다.
영국군 주력 부대는 겨울 시즌을 위해 뉴욕으로 돌아갔고, 그들은 동맹인 헤센 병사들을 뉴저지에 요한 랄과 폰 도놉 대령의 지휘 아래 남겨두었다. 두 대령은 트렌턴 안팎에 작은 전초 기지를 형성하라는 명령을 받았다. 하우는 그 다음 찰스 콘월리스의 지휘 아래 허드슨강을 건너는 병사들을 보냈고, 그들은 워싱턴과 그의 병사들을 뉴저지주 전역으로 추격했다.
워싱턴의 군대는 입대 기간 만료와 탈영으로 인해 줄어들고 있었다. 남아있는 병사들은 뉴욕 지역에서의 패배로 인해 사기가 저하되어 있었다. 워싱턴 군대의 대부분은 트렌턴 북쪽의 델라웨어강을 건너 펜실베이니아주로 들어갔고, 수 마일 내에 있는 모든 배를 파괴하거나 서쪽 강변으로 옮겼다.
콘월리스는 워싱턴을 즉시 추격하는 대신, 하우의 명령에 따라 뉴브런즈윅에서 벌링턴까지, 보던타운과 트렌턴에 있는 전초 기지를 포함한 뉴저지 전초 기지 사슬을 구축하고, 그의 병사들에게 겨울 숙소에서 주둔하라고 명령했다. 영국군은 겨울 숙소로 이동하라는 명령을 받았을 때 캠페인 시즌을 마치게 되어 기뻐했다. 이는 장군들이 다음 봄의 캠페인 시즌을 위해 재정비하고, 보급품을 확보하고, 전략을 세울 시간이었다.

## 워싱턴의 군대

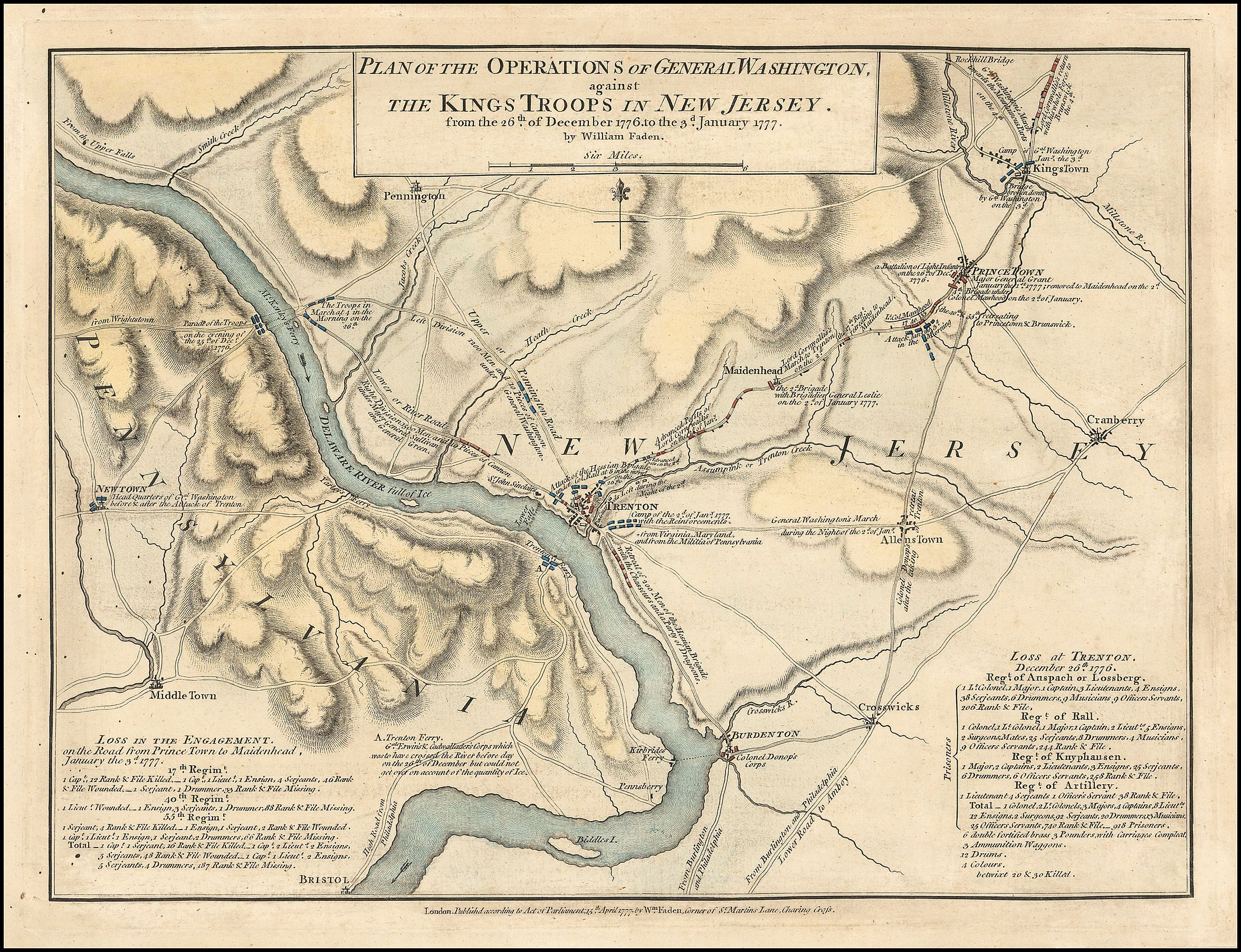
윌리엄 페이든이 1777년에 그린 델라웨어강 지역 지도. 워싱턴과 그의 대륙육군 병사들이 강을 복잡하고 비밀스럽게 건너는 동안 취한 경로를 묘사하고 있다. “the king’s troops”에는 아포스트로피가 없지만, 이는 표준화가 부족했기 때문이다. 소유격에 대한 규칙은 아직 보편적으로 채택되지 않았다.

워싱턴은 현재의 어퍼 메이크필드 타운십에 있는 매콘키 페리 근처에 대륙육군을 주둔시켰다. 워싱턴은 처음에는 트렌턴 강 건너편에 숙소를 잡았지만, 12월 15일에 그의 본부를 현재의 어퍼 메이크필드 타운십에 있는 윌리엄 키스의 집으로 옮겨 그의 병력과 더 가까워졌다. 워싱턴의 군대가 매콘키 페리에 처음 도착했을 때, 대륙육군은 4,000명에서 6,000명 사이의 병력을 가지고 있었지만, 약 1,700명은 근무에 부적합하여 병원 치료가 필요했다. 뉴저지를 가로지르는 퇴각 과정에서 워싱턴은 귀중한 보급품을 잃었고, 대륙육군의 두 중요한 사단과도 연락이 두절되었다.
워싱턴의 최고 장군 두 명은 횡단과 공격에서 워싱턴을 도울 준비가 되어 있었다. 호레이쇼 게이츠는 허드슨강 계곡에 있었다. 찰스 리는 서부 뉴저지에 있었는데, 그의 지휘 아래 2,000명의 대륙육군 병력이 있었다. 워싱턴은 두 장군에게 합류하라고 명령했지만, 게이츠는 매콘키 페리로 이동하는 동안 폭설로 지연되었고, 워싱턴을 별로 높이 평가하지 않았던 리는 반복되는 명령을 따르지 않고 모리스타운 근처의 영국군 측면에 머물렀다.
다른 문제들도 워싱턴의 군대를 방해했다. 그의 병사들의 많은 입대 기간이 1776년 말, 즉 불과 일주일 남은 시점에 만료될 예정이었고, 그들 중 상당수는 임무가 끝나면 대륙육군을 떠나려고 했다. 몇몇 대륙육군 병사들은 입대 약정 만료 전에 탈영했다.
병력 손실, 계속된 전투 패배, 뉴욕 상실, 그리고 이로 인한 대륙육군과 많은 뉴요커들이 영국군으로부터 도피한 상황은 필라델피아의 제2차 대륙회의 일부 인사들이 워싱턴의 지휘 하에 전쟁의 방향에 대해 의심하기 시작하게 만들었다. 그러나 워싱턴은 끈기 있게 보급품을 성공적으로 확보하고 대륙육군의 신병 모집을 위해 병사들을 파견했다. 이는 부분적으로 뉴저지와 펜실베이니아에 있는 영국군과 헤센 병사들의 취한 행동 때문에 성공적이었다.
포트 리에서의 손실은 워싱턴과 대륙육군에게 막대한 피해를 입혔다. 그들이 요새를 철수할 때, 그들은 중요한 보급품과 탄약을 남겨두고 갈 수밖에 없었다. 많은 병사들이 전사하거나 포로로 잡혔고, 남아있는 병사들의 사기는 더욱 떨어졌다. 워싱턴과 대륙육군이 전쟁에서 승리하고 독립을 쟁취할 수 있다고 믿는 사람은 거의 없었다.

### 미국 위기의 출판

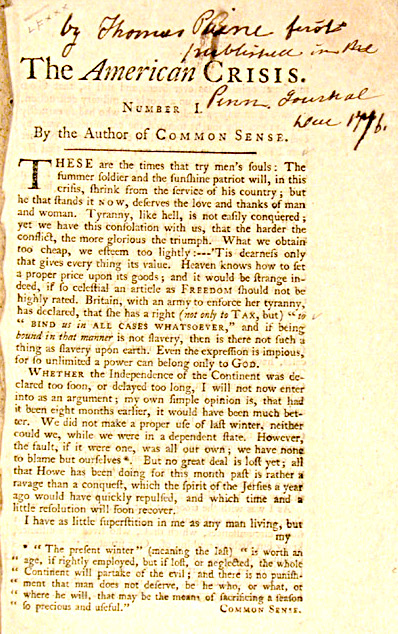
토머스 페인의 미국 위기 표지. 워싱턴의 비밀 델라웨어 횡단 일주일 전 출판되었으며, 당시 세계에서 가장 크고 강력한 군대였던 영국 육군에 군사적으로 승리할 수 있을지에 대한 의심이 들기 시작한 대륙육군 병사들에게 절실히 필요한 낙관적인 태도를 불어넣었다. 또한 최근 대륙육군의 군사적 패배로 불안해하던 제2차 대륙회의 대표들에게도 영감을 주었다.

1776년 12월 19일, 워싱턴의 비밀 델라웨어강 횡단 일주일 전, 상식의 저자 토머스 페인이 쓴 소책자인 미국 위기의 출판으로 대륙육군의 사기가 고취되었다. 미국 위기에서 페인은 다음의 유명한 구절을 썼다.
지금은 사람들의 영혼을 시험하는 시기이다. 여름 군인과 햇빛 애국자는 이 위기에서 조국을 위한 봉사를 회피할 것이다. 그러나 지금 이 고난을 견뎌내는 자는 남자와 여인의 사랑과 감사를 받을 자격이 있다. 지옥처럼 폭정은 쉽게 정복되지 않는다. 그러나 우리는 갈등이 더 어려울수록 승리가 더 영광스럽다는 위안을 가지고 있다.
필라델피아에서 출판된 다음 날, 워싱턴은 모든 병사들에게 읽도록 명령했다. 미국 위기에서 페인은 병사들에게 승리에 대한 전망을 더 낙관적으로 보라고 격려했다. 이 소책자는 또한 13개 식민지 전역에서 대륙육군이 직면한 어려운 상황에 대한 대중의 이해를 높였지만, 승리가 가능하고 필요하다고 주장했다.

### 증원군 도착
12월 20일, 리 장군의 2,000명 병력이 존 설리번 장군의 지휘 아래 워싱턴의 진영에 도착했다. 리는 12월 12일, 더 편안한 숙소를 찾아 병사들의 보호 구역 밖으로 너무 멀리 나갔다가 영국군에게 붙잡혔다. 그날 늦게, 게이츠의 부대는 진영에 도착했는데, 그 당시에는 많은 병사들의 입대 기간이 끝나서 600명의 대륙육군 병력만 남아 북부 전선을 확보해야 했다. 곧 이어 존 캐드월라더 대령의 지휘 아래 필라델피아에서 1,000명의 대륙육군 병력이 추가로 도착하여 워싱턴과 그가 당시 지휘하고 있던 기존 병사들을 지원했다.
이러한 증원군과 그의 병력에 합류한 소수의 지역 자원병들 덕분에 워싱턴의 병력은 약 6,000명의 임무 수행 가능한 병력으로 총계되었다. 이 총계는 덩크스 페리(현재 벤살렘 타운십, 펜실베이니아주의 네샤미니 주립 공원과 뉴호프, 펜실베이니아주에 접해 있음)의 페리를 경비하기 위해 일부 병력이 파견되면서 상당 부분 줄어들었다. 다른 병력은 뉴타운, 펜실베이니아주에서 보급품을 보호하고, 대륙육군이 델라웨어강을 건너기 시작하면서 뒤에 남아야 했던 환자와 부상자들을 보호하기 위해 파견되었다. 이로 인해 워싱턴은 트렌턴 안팎의 헤센군과 영국군에 대해 공격 작전을 수행할 수 있는 약 2,400명의 병력만 남게 되었다.
12월 24일, 절실히 필요했던 담요를 포함한 일부 물품의 도착으로 대륙육군의 사기가 더욱 고취되었다.

## 공격 계획

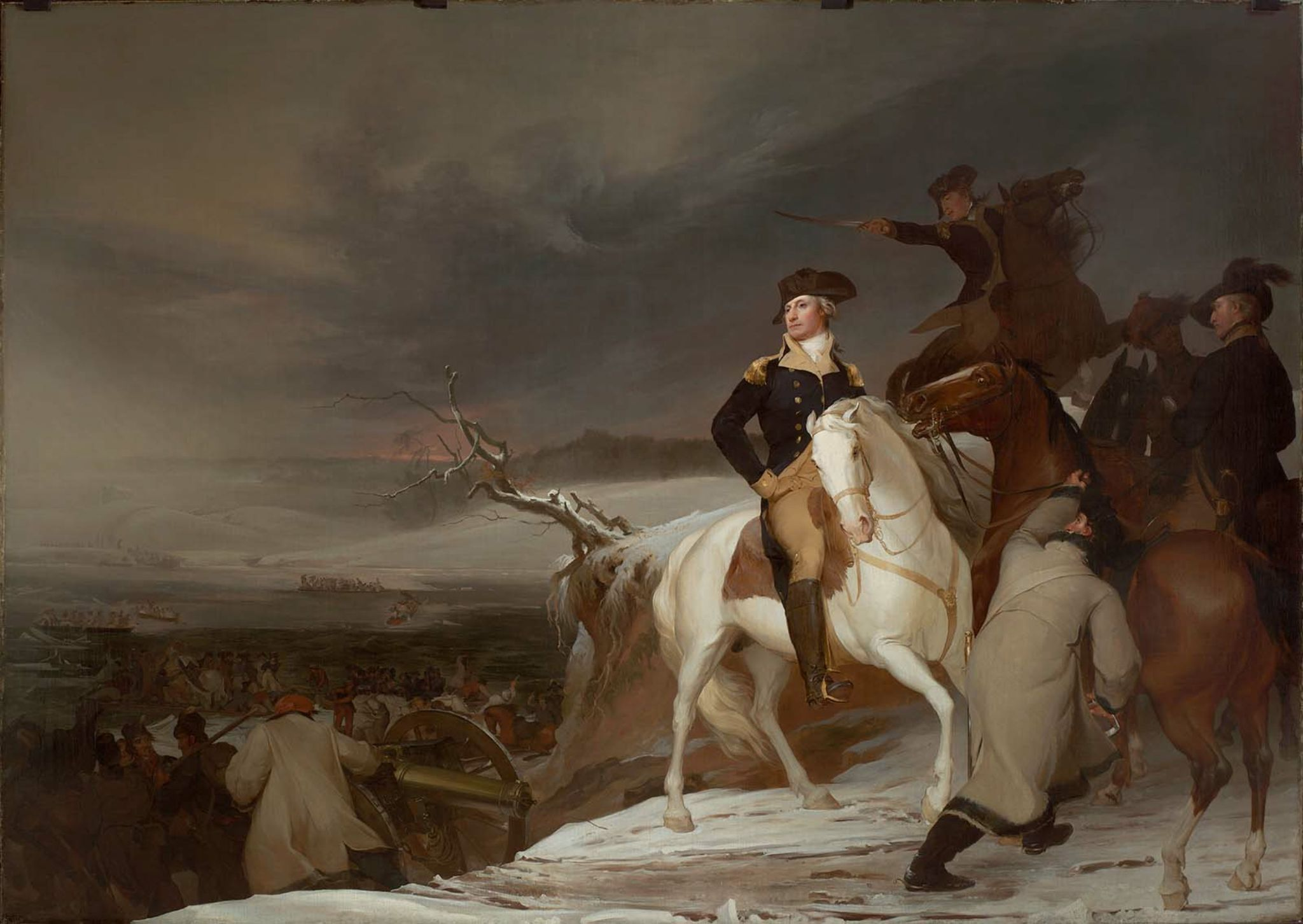
토머스 설리가 1819년에 그린 횡단을 묘사한 그림, 델라웨어강의 통과

워싱턴은 펜실베이니아에 도착한 이후로 어떤 형태의 과감한 기동을 고려하고 있었다. 설리번과 게이츠의 병력이 도착하고 민병대가 유입되면서, 그는 드디어 어떤 형태의 행동을 취할 때가 왔다고 느꼈다.
워싱턴은 먼저 마운트 홀리 근처의 가장 남쪽에 있는 영국군 진지에 대한 공격을 고려했는데, 그곳에는 대륙육군 민병대가 집결해 있었다. 그는 자신의 부관인 조지프 리드를 보내 민병대 지휘관인 새뮤얼 그리핀을 만나게 했다. 리드는 12월 22일에 마운트 홀리에 도착하여 그리핀이 병들었고 그의 병사들이 상대적으로 좋지 않은 상태였지만, 어떤 형태의 군사적 기만 작전을 수행할 의향이 있음을 발견했다. 그들은 다음 날 아이언 웍스 힐 전투에서 이를 실행하여, 보던타운에 있는 헤센군을 남쪽으로 충분히 유인하여 트렌턴 수비대를 지원할 수 없게 만들었다. 리드와 다른 사람들에 의해 수집된 정보는 워싱턴이 마운트 홀리 공격 아이디어를 포기하게 만들었고, 대신 트렌턴에 있는 헤센군 수비대를 목표로 삼기 시작했다.
12월 23일, 워싱턴은 참모들에게 12월 26일 일출 직전에 트렌턴을 공격하기로 결정했다고 발표했다. 워싱턴은 리드에게 "절대적인 필요성"이 물류적으로 복잡한 델라웨어강 횡단 작업을 포함하는 위험한 공격을 정당화한다고 말했다.
워싱턴의 최종 계획에는 세 차례의 강 횡단 계획이 포함되었는데, 그의 병력, 즉 가장 큰 병력이 트렌턴에 대한 공격을 이끌 예정이었다. 캐드월라더가 지휘하는 두 번째 부대는 덩크스 페리에서 강을 건너 남쪽으로 기만 작전을 펼칠 예정이었다. 제임스 유잉 준장이 지휘하는 세 번째 부대는 트렌턴 페리에서 강을 건너 트렌턴 바로 남쪽에 있는 애순핑크 크릭을 가로지르는 다리를 점유하여 적이 그 경로로 탈출하는 것을 막을 예정이었다. 트렌턴이 확보되면, 연합 대륙육군은 프린스턴과 뉴브런즈윅에 있는 영국군 진지로 이동할 예정이었다. 캐드월라더를 돕기 위해 이즈리얼 퍼트넘 장군이 제공한 병력에 의한 네 번째 횡단 계획은 퍼트넘이 그러한 군사 작전에 충분한 병력이 없다고 판단하여 취소되었다.
공격 준비는 즉시 12월 23일에 시작되었다. 다음 날인 12월 24일, 뉴저지에서 델라웨어강을 가로질러 대륙육군을 태울 배들이 현재의 뉴호프, 펜실베이니아주 근처 몰타섬에서 가져와졌다. 배들은 워싱턴이 계획한 횡단 지점인 매콘키 페리의 테일러섬 뒤에 숨겨졌고, 횡단 지점 안팎의 보안이 강화되었다. 마지막 계획 회의는 그날 모든 장군들이 참석한 가운데 열렸다. 워싱턴은 1776년 12월 25일 트렌턴의 헤센군에 대한 강 횡단과 계획된 공격에 대한 자세한 계획을 설명했다.

## 수상함

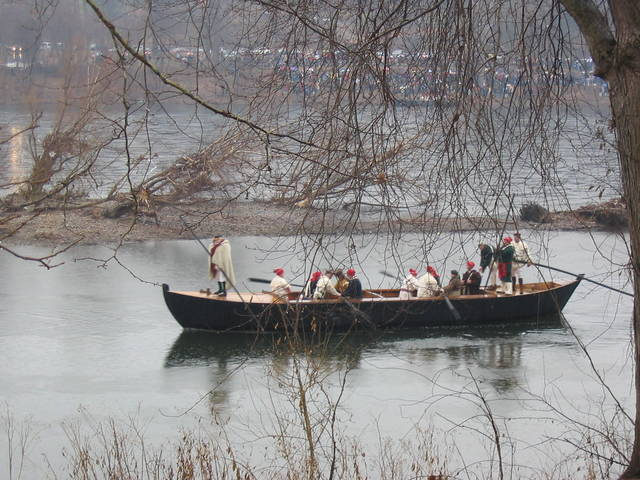
재연자들이 2005년 12월 25일 델라웨어강을 더럼 보트로 건너고 있다.

델라웨어강을 건너기 위해 다양한 수상함이 모였는데, 주로 뉴저지주와 펜실베이니아주 주변 카운티의 민병대원들의 노력과 펜실베이니아 해군의 지원을 통해 이루어졌다.
대니얼 브레이 대위는 제이콥 기어하트 대위, 제이콥 텐 에이크 대위와 함께 보트의 책임을 맡아 보병, 기병, 대포의 수송을 감독하도록 워싱턴에 의해 선택되었다. 큰 마차를 실을 수 있을 만큼 큰 페리 선박(횡단 중 말과 포병을 실었을 것으로 추정됨) 외에도, 많은 더럼 보트가 강을 건너 병사들을 수송하는 데 사용되었다. 이 보트들은 더럼 철강 공장에서 무거운 짐을 운반하도록 설계되었으며, 높은 측면과 얕은 흘수를 특징으로 하고, 강을 가로질러 막대로 밀 수 있었다.
보트들은 숙련된 뱃사람들이 운행했는데, 여기에는 존 글로버의 마블헤드 연대, 매사추세츠주 마블헤드 출신의 숙련된 선원들로 구성된 중대가 포함되었다. 이들과 함께 필라델피아 출신의 선원, 부두 노동자, 조선공, 그리고 델라웨어강을 잘 아는 지역 페리 운영자 및 뱃사람들, 예를 들어 로드아일랜드 출신의 커비 프랜시스 케인 등이 합류했다.

## 횡단

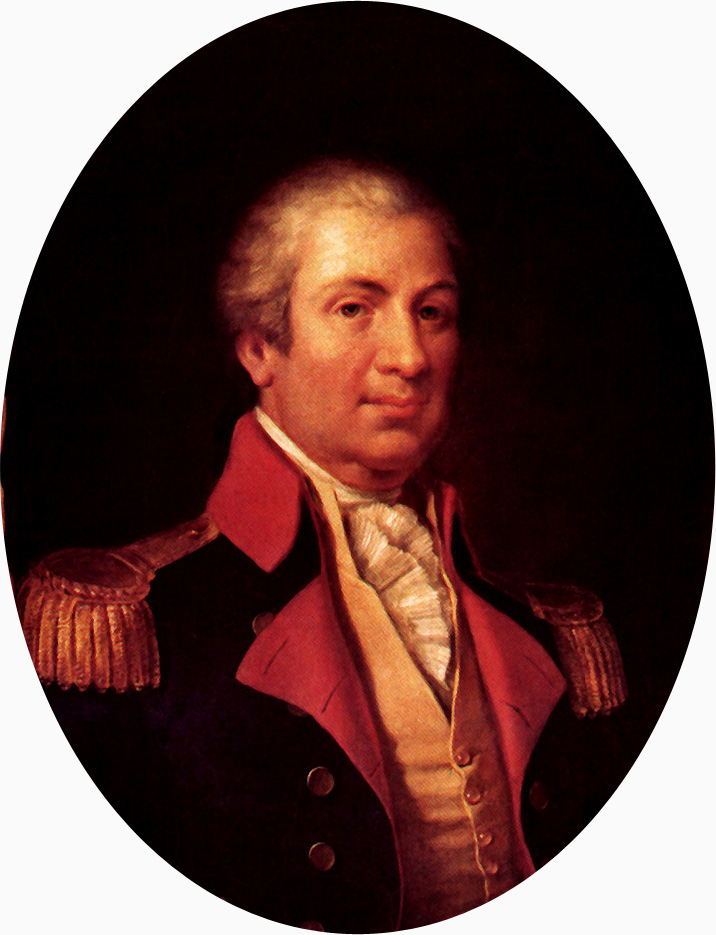
헨리 녹스, 워싱턴의 포병대장

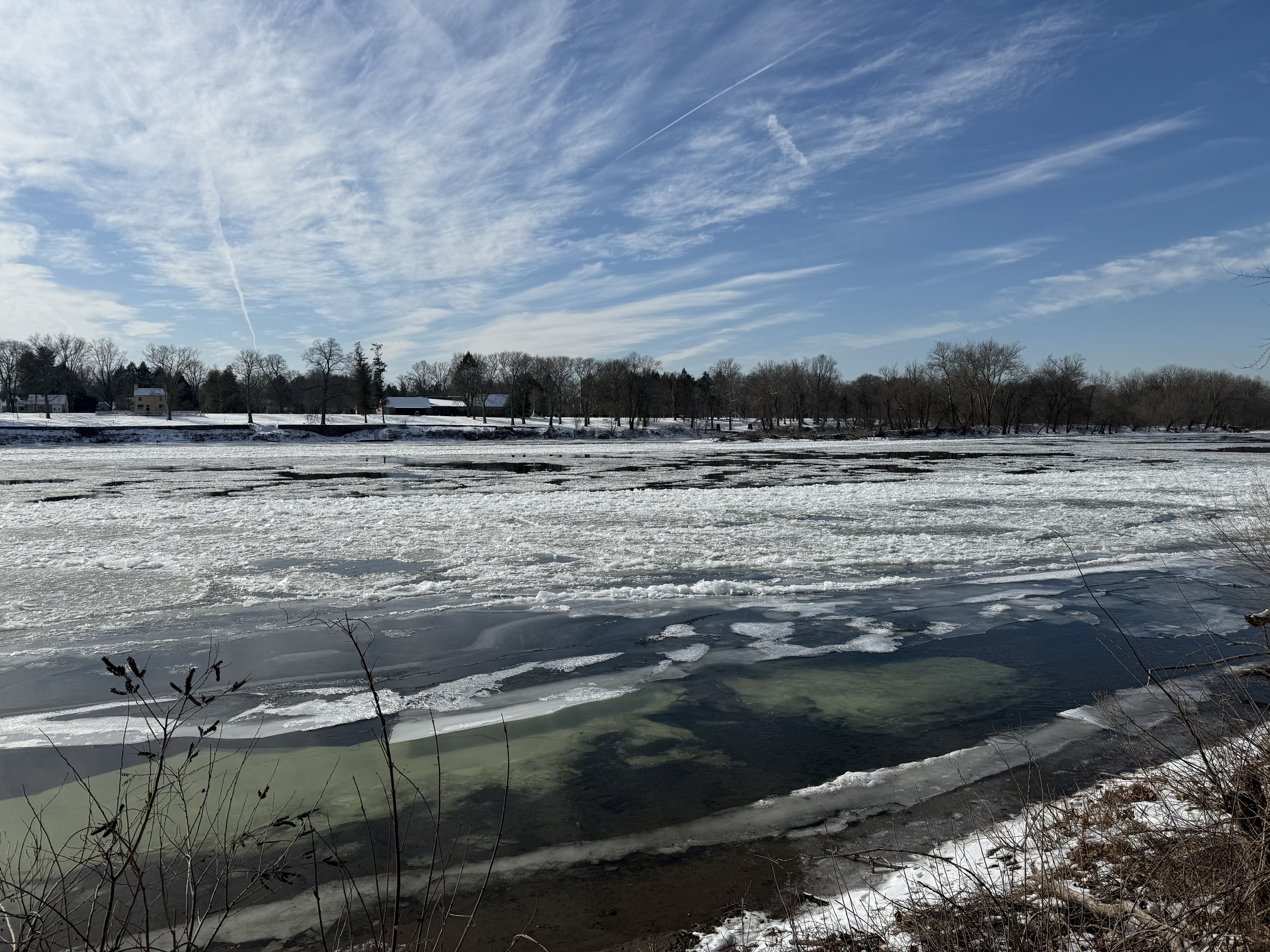
2025년 1월 횡단 지점의 얼어붙은 델라웨어강. 워싱턴이 공격의 밤에 직면했을 법한 비슷한 조건을 보여준다.

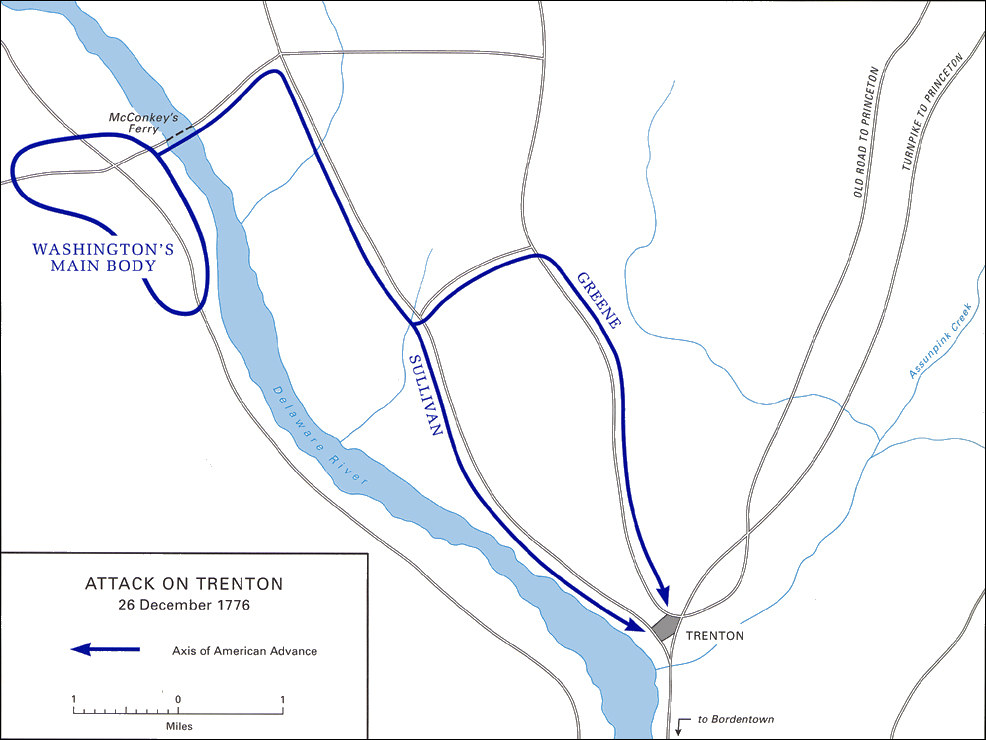
1776년 12월 25일~26일 밤 트렌턴 전투의 성공적인 기습 공격 전 워싱턴의 이동을 보여주는 지도

12월 25일 아침, 워싱턴은 대륙육군 병사들에게 사흘치 식량을 준비하고, 모든 병사에게 머스킷총을 위한 새 부싯돌을 지급하라고 명령했다. 워싱턴은 영국군이 델라웨어강이 얼어붙으면 자체적으로 강을 건널 계획이라는 정보 보고에 다소 우려했다. 12월 25일 오후 4시, 워싱턴의 군대는 강을 건너기 위해 도착했다. 병사들에게는 탄약이 지급되었고, 장교와 군악대원들에게도 머스킷총을 휴대하라는 명령이 내려졌다. 그들은 비밀 임무를 떠난다고 들었다. 8열 횡대로 밀집 대형을 이루고 최대한 조용히 하라는 명령을 받은 그들은 캠프를 떠나 매콘키 페리로 향했다. 워싱턴의 계획에 따르면 강을 건너는 작업은 강 위에서의 움직임을 감출 수 있을 만큼 어두워지자마자 시작되어야 했지만, 대부분의 병사들은 해가 진 후 약 90분 뒤인 오후 6시가 되어서야 횡단 지점에 도달했다. 저녁이 되면서 날씨는 점차 나빠져 이슬비에서 비로, 그리고 다시 진눈깨비와 눈으로 변했다. 한 병사는 "허리케인이 불었다"고 회상했다.
워싱턴은 횡단을 포병대장 헨리 녹스에게 맡겼다. 그는 수많은 병력(대부분 수영을 못했다)을 건너게 하는 것 외에도 말과 18문의 대포를 안전하게 강을 건너게 해야 했다. 녹스는 횡단이 "거의 무한한 어려움" 속에서 이루어졌으며, 가장 큰 위험은 강에 떠다니는 얼음이었다고 기록했다. 한 관찰자는 "스텐토르 같은 녹스 대령의 목소리가 아니었다면 전체 작전이 실패했을 수도 있다"고 언급했다. 1770년대의 유난히 추운 날씨와 얼어붙은 강은 소빙기와 관련이 있었을 것이다.
워싱턴은 애덤 스티븐 장군이 이끄는 버지니아 병사들과 함께 병사들 중 가장 먼저 강을 건넜다. 이 병사들은 뉴저지의 상륙 지점 주위에 경비선을 형성했으며, 아무도 통과시키지 말라는 엄격한 지시를 받았다. 암호는 "승리 또는 죽음"이었다. 나머지 군대는 큰 사고 없이 강을 건넜지만, 델라웨어의 존 해슬렛 대령을 포함한 몇몇 병사들은 물에 빠졌다.
강을 건넌 다른 인물로는 나중에 대륙회의 의장과 북서부 영토 총독을 지낸 아서 St. 클레어와 여단 군목이자 조지 워싱턴의 친구였으며, 나중에 켄터키주 의회의 첫 번째 군목을 지낸 존 개노가 있다.
강에 얼음이 많아 포병대는 12월 26일 새벽 3시까지 강을 건너지 못했다. 병사들은 새벽 4시쯤 행진할 준비가 되었다.
다른 두 개의 횡단은 상황이 좋지 않았다. 위험한 날씨와 강 위의 빙집으로 인해 유잉 장군은 트렌턴 아래에서 횡단을 시도조차 하지 못했다. 캐드월라더 대령은 상당수의 병사들을 뉴저지로 건너게 했지만, 포병대를 강 건너로 이동시킬 수 없다는 것을 알게 되자 병사들을 뉴저지에서 철수시켰다. 워싱턴의 승리 소식을 들었을 때, 그는 병사들을 다시 강 건너로 이동시켰지만, 워싱턴이 뉴저지에 머물지 않았다는 것을 알게 되자 다시 후퇴했다.

## 공격
12월 26일 아침, 대륙육군이 준비되자 워싱턴은 군대를 두 개의 종대로 나누라고 명령했다. 하나는 워싱턴이 그린 장군과 함께 직접 지휘했고, 다른 하나는 설리번 장군이 이끌었다. 설리번 종대는 리버 로드를 따라 베어 태번에서 트렌턴으로 향했고, 워싱턴 종대는 페닝턴 로드를 따라갔다. 이 도로는 델라웨어강에서 몇 마일 내륙에 있는 평행 도로였다.
한편, 헤센병들은 트렌턴에 붙잡혀 있었다. 크리스마스를 앞둔 며칠 동안 그들은 트렌턴 주변에서 수많은 교전을 겪었고, 밤에는 잦은 총격과 반복되는 오보에 시달렸다. 크리스마스 이브가 되자 헤센병들은 지치고 피로에 찌들었다. 크리스마스 밤에 폭풍과 폭설이 시작되자, 랄 대령은 중요한 공격은 없을 것이라고 가정했다. 랄이 트렌턴에 있는 동안, 그와 그의 몇몇 고위 장교들은 크리스마스 저녁을 트렌턴의 우체국장인 에이브러햄 헌트의 집에서 보냈는데, 헌트는 왕당파의 역할을 하며 랄과 그의 장교들에게 늦은 밤까지 음식과 충분한 술을 대접했다. 이는 많은 기록에 따르면, 랄이 새벽의 워싱턴의 기습 공격에 대응할 능력을 저해시켰다.
워싱턴은 아무것도 모르는 랄과 그의 군대를 공격했고, 짧은 시간 내에 그들을 흩어뜨리고 분열시킨 후 결국 전투에서 승리했다. 미국군은 겨우 3명이 사망하고 6명이 부상당한 반면, 헤센군에서는 22명이 사망하고 98명이 부상당했다. 전투 중 랄 대령은 치명상을 입고 다음 날 사망했다. 미국군은 거의 1,000명의 포로를 잡았고, 머스킷총, 화약, 포병대, 그리고 드럼을 노획했다.

## 펜실베이니아로의 귀환
전투 후, 워싱턴은 어떤 면에서는 첫 번째 횡단보다 더 어려운 두 번째 횡단을 실행해야 했다. 전투 직후, 헤센군의 보급품이 약탈되었고, 워싱턴의 명확한 파괴 명령에도 불구하고, 노획된 럼주통이 열려 일부 축하하는 병사들이 취했다. 이는 아마도 귀환 횡단 시 얼어붙은 델라웨어강 물에서 건져내야 했던 더 많은 병사들의 수에 기여했을 것이다. 그들은 또한 많은 수의 포로들을 감시 하에 강 건너로 수송해야 했다. 횡단 중 경비병으로 활동하던 한 미국인은 무릎 깊이의 얼음물에 서 있던 헤센군이 "사시나무 잎처럼 아래턱이 떨릴 정도로 추웠다"고 언급했다.
이 승리는 병사들의 사기에 현저한 영향을 미쳤다. 병사들은 승리를 축하했고, 지도자로서 워싱턴의 역할은 확고해졌으며, 의회는 전쟁에 대한 새로운 열정을 얻었다.

## 세 번째 횡단

보스턴에 있는 존 글로버 동상

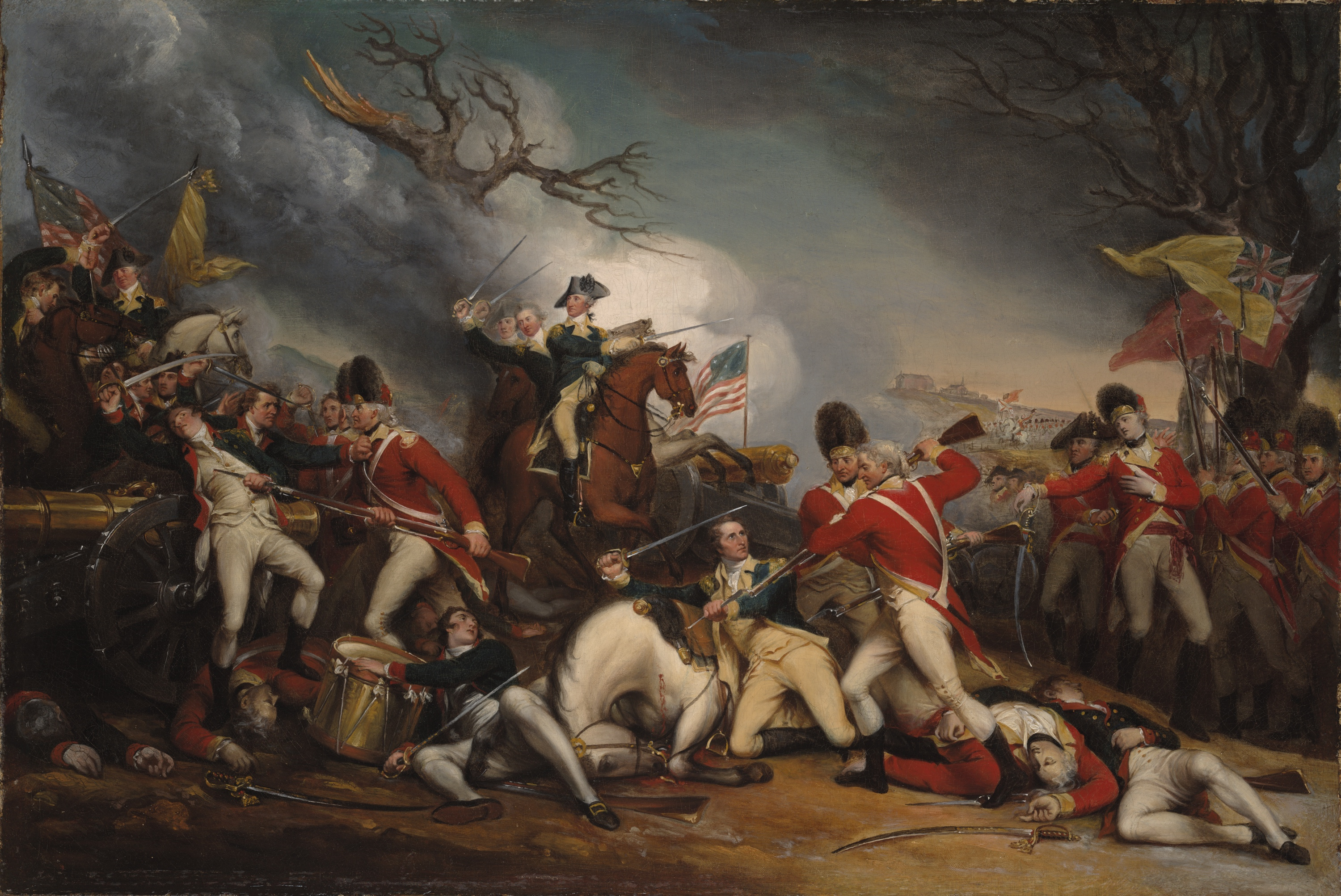
1777년 1월 3일 프린스턴 전투에서 머서 장군의 죽음 by 존 트럼불

12월 27일 군사 회의에서 워싱턴은 모든 영국군과 헤센군이 프린스턴만큼 북쪽으로 철수했다는 것을 알게 되었다. 이는 그날 아침 캐드월라더의 민병대가 강을 건너면서 알게 된 사실이었다. 그의 편지에서 캐드월라더는 영국군을 그 지역에서 완전히 몰아낼 수 있다고 제안하며 승리를 더욱 확대할 것을 주장했다. 많은 논의 끝에 회의는 행동을 결정하고 12월 29일에 세 번째 횡단을 계획했다. 12월 28일에는 눈이 내렸지만, 그날 밤 날씨는 개었지만 여전히 몹시 추웠다.
이 작업은 군대의 대부분을 포함했으므로 여덟 개의 횡단 지점이 사용되었다. 일부 횡단 지점에서는 얼음이 2~3인치(4~7cm) 두께로 얼어 병사들이 걸어서 건널 수 있었다. 다른 횡단 지점에서는 상황이 너무 나빠서 그날 시도를 포기했다. 군대와 모든 짐이 다시 뉴저지로 돌아온 것은 신년전야가 되어서였다. 이는 다소 다행스러운 일이었다. 왜냐하면 존 글로버 연대를 포함한 상당수의 다른 부대의 입대 기간이 연말에 만료되고 있었고, 이들 중 상당수, 특히 글로버의 병사들 대부분은 집으로 돌아가고 싶어 했기 때문이다. 그곳에는 수익성이 좋은 사략 무역이 그들을 기다리고 있었다. 필라델피아에 있는 의회 금고에서 즉시 지불될 보상을 제공하고 나서야 상당수의 병사들이 6주 더 군대에 머물기로 동의했다.
워싱턴은 그 후 트렌턴 남쪽, 애순핑크 크릭 건너편에 요새화된 진지를 구축했다. 이 진지에서 그는 1777년 1월 2일 한 차례의 공격을 격퇴했고, 다음 날 프린스턴에서 결정적인 승리를 거두었지만, 휴 머서 장군은 전투에서 전사했다. 다음 날 영국군은 뉴브런즈윅으로 철수했고, 대륙육군은 모리스타운 (뉴저지주)에서 겨울 숙소에 들어갔다.

## 유산

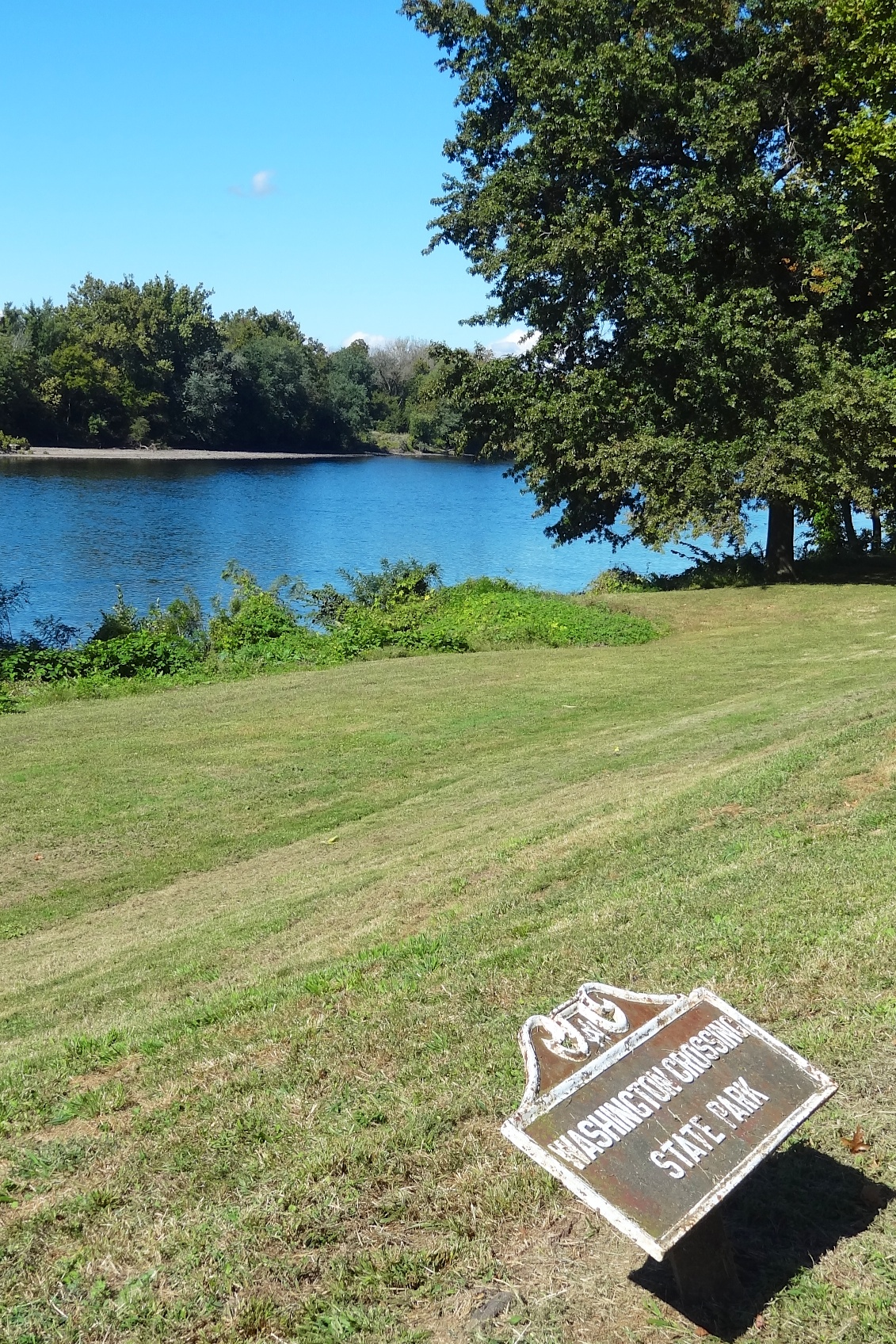
워싱턴 크로싱 주립공원의 워싱턴과 그의 병사들의 상륙 지역

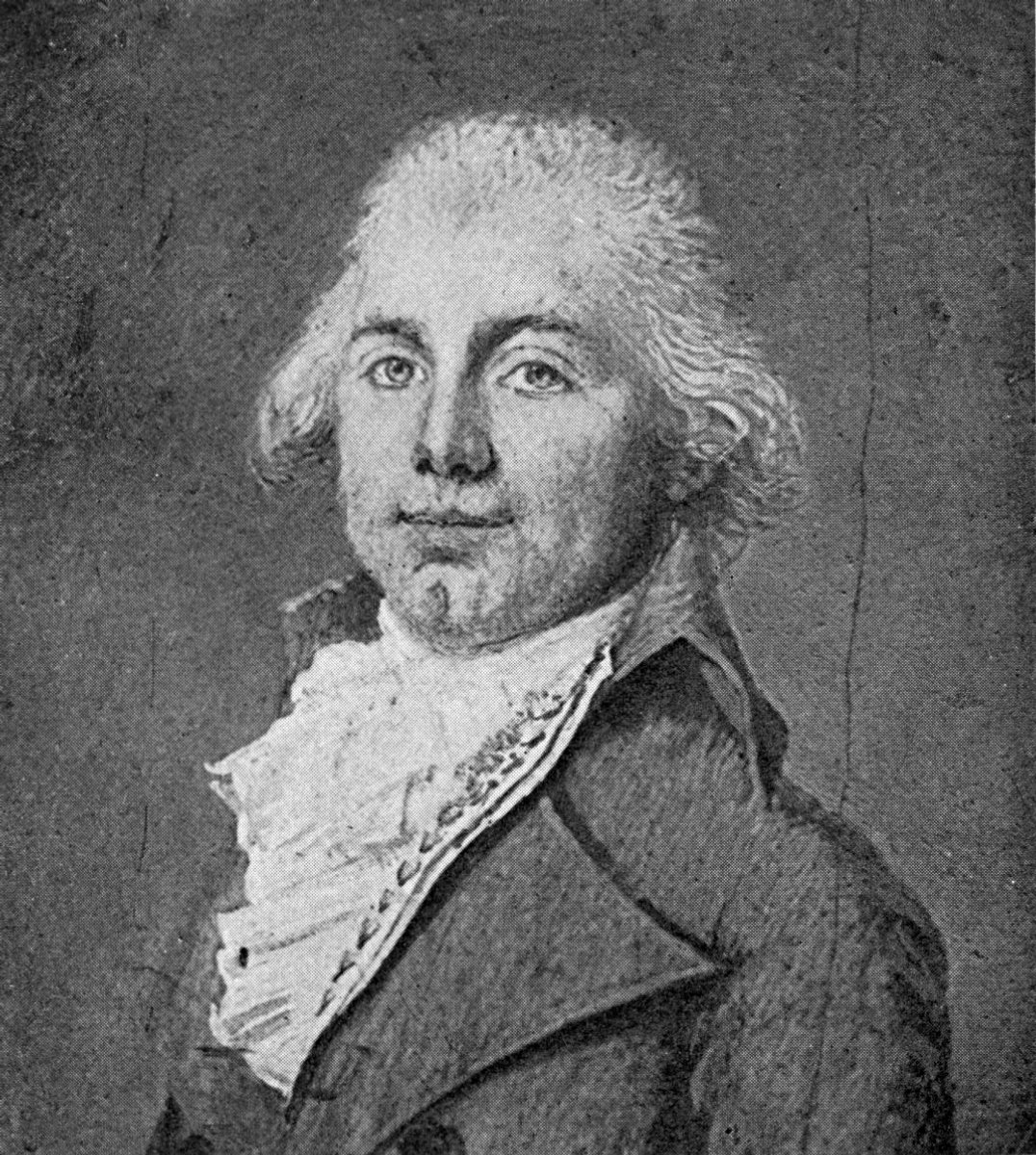
제임스 먼로, 조지 워싱턴과 함께 횡단에 참여했던 두 명의 미래 미국 대통령 중 한 명

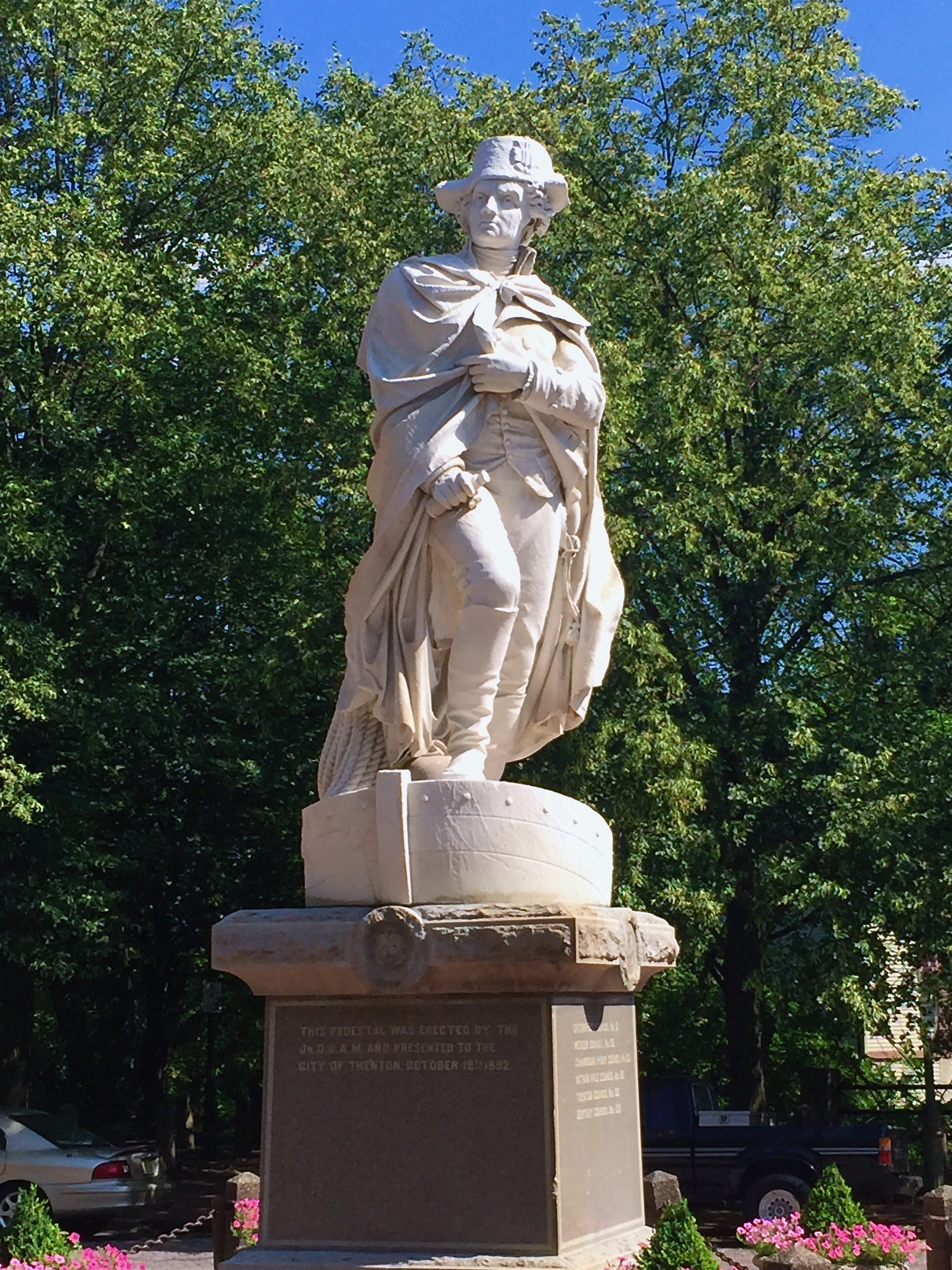
조지 워싱턴(c. 1876), 밀 힐, 트렌턴

횡단이 이루어진 델라웨어강 양쪽은 워싱턴 크로싱 미국 국립역사기념물로 지정된 지역에 보존되어 있다. 이 지역에서 워싱턴 크로싱 역사 공원 (펜실베이니아주 워싱턴 크로싱)은 펜실베이니아주 지역을 보존하고, 워싱턴 크로싱 주립공원 (뉴저지주 워싱턴 크로싱)은 뉴저지주 지역을 보존한다. 두 지역은 워싱턴 크로싱 다리로 연결되어 있다.
1851년, 화가 에마누엘 로이체는 델라웨어강을 건너는 워싱턴을 그렸는데, 이는 횡단을 이상화하고 영감을 주는 그림이었다.
이 횡단에 대한 영화적 묘사도 있었는데, 아마도 가장 주목할 만한 최근 작품은 2000년 텔레비전 영화 횡단으로, 제프 대니얼스가 조지 워싱턴 역을 맡았다.
1876년 센테니얼 박람회에 전시되었던 조지 워싱턴 대리석상은 트렌턴의 밀 힐 지역에 있는 더글러스 하우스 근처에 위치해 있다. 그는 배 위에 서 있는 모습으로, 상징적으로 횡단을 나타낸다. 델라웨어강을 건너는 워싱턴의 이미지는 1999년 뉴저지 주 쿼터와 2021년 쿼터 뒷면에도 등장했다.
1970년, 베트남 참전용사 대전반대회는 모리스타운에서 밸리 포지까지 행진하며, 게릴라 연극을 펼치고 기자 회견을 열고 전단지를 배포하는 3일간의 행사 Operation RAW를 통해 횡단을 떠올렸다.

## 같이 보기
- 도안 무법자들, 워싱턴의 횡단을 영국군에 경고하려 시도했을 수도 있다.
- 프린스 위플, 전설에 따르면 그는 윌리엄 위플과 워싱턴과 함께 횡단에 참여했으며, 일부는 그가 델라웨어강을 건너는 워싱턴 그림에서 워싱턴의 무릎 근처에서 노로 얼음을 막는 모습으로 묘사된 흑인이라고 믿는다.[58]
- "워싱턴의 델라웨어강 횡단" (소네트), 1936년 데이비드 슐만이 씀

## 참고 자료
- Bennett, William John (2006). 《America: From the age of discovery to a world at war, 1492–1914》. Thomas Nelson. ISBN 978-1-59555-055-2.
- Crocker, H. W. III (2006). 《Don't Tread on Me》. New York: Crown Forum. ISBN 978-1-4000-5363-6.
- Dwyer, William M (1983). 《The Day is Ours!》. New York: Viking. ISBN 0-670-11446-4.
- Fischer, David Hackett (2006). 《Washington's Crossing》. New York: 옥스퍼드 대학교 출판부. ISBN 0-19-518159-X.
- Ketchum, Richard (1999). 《The Winter Soldiers: The Battles for Trenton and Princeton》. Owl Books. ISBN 0-8050-6098-7.
- McCullough, David (2005). 《1776》. Simon & Schuster. ISBN 0-7432-2671-2.
- Robbins, Michael W. "The Durham Boat" MHQ: Quarterly Journal of Military History (2015) 27#2 pp 26–28, the boat Washington used.
- Schuyler, Hamilton (1929). 《A history of Trenton, 1679-1929》. Princeton : Princeton University Press: The Trenton Historical Society.
- Stryker, William Scudder (1898). 《The Battles of Trenton and Princeton》. Boston : Houghton, Mifflin and Company.
- 〈Across the Delaware〉. 《Liberty's Kids》. 제119 회. PBS.
- “Washington Crossing Toll Supported Bridge”. Delaware River Joint Toll Bridge Commission. 2007년 10월 5일에 원본 문서에서 보존된 문서. 2010년 1월 27일에 확인함.
- “Washington Crossing Historic Park”. Pennsylvania Historical and Museum Commission. 2010년 3월 30일에 원본 문서에서 보존된 문서. 2010년 1월 27일에 확인함.
- “Washington Crossing Historic Site – Frequently Asked Questions”. Pennsylvania Historical and Museum Commission. 2009년 9월 3일에 원본 문서에서 보존된 문서. 2010년 1월 27일에 확인함.
- “Washington Crossing State Park”. New Jersey Department of Environmental Protection. 2010년 1월 27일에 확인함.